# Sint-Bonifatiuskerk (Amsterdam)
De Sint-Bonifatiuskerk was een rooms-katholieke parochiekerk aan het Kastanjeplein in Amsterdam Oost. Sinds de afbraak van de Sint-Annakerk aan de Wittenburgergracht in 1978, ging ook de naam van deze kerk over op de Sint-Bonifatiuskerk, zodat men ook wel spreekt over de Anna-Bonifatiuskerk.

## Ontstaan

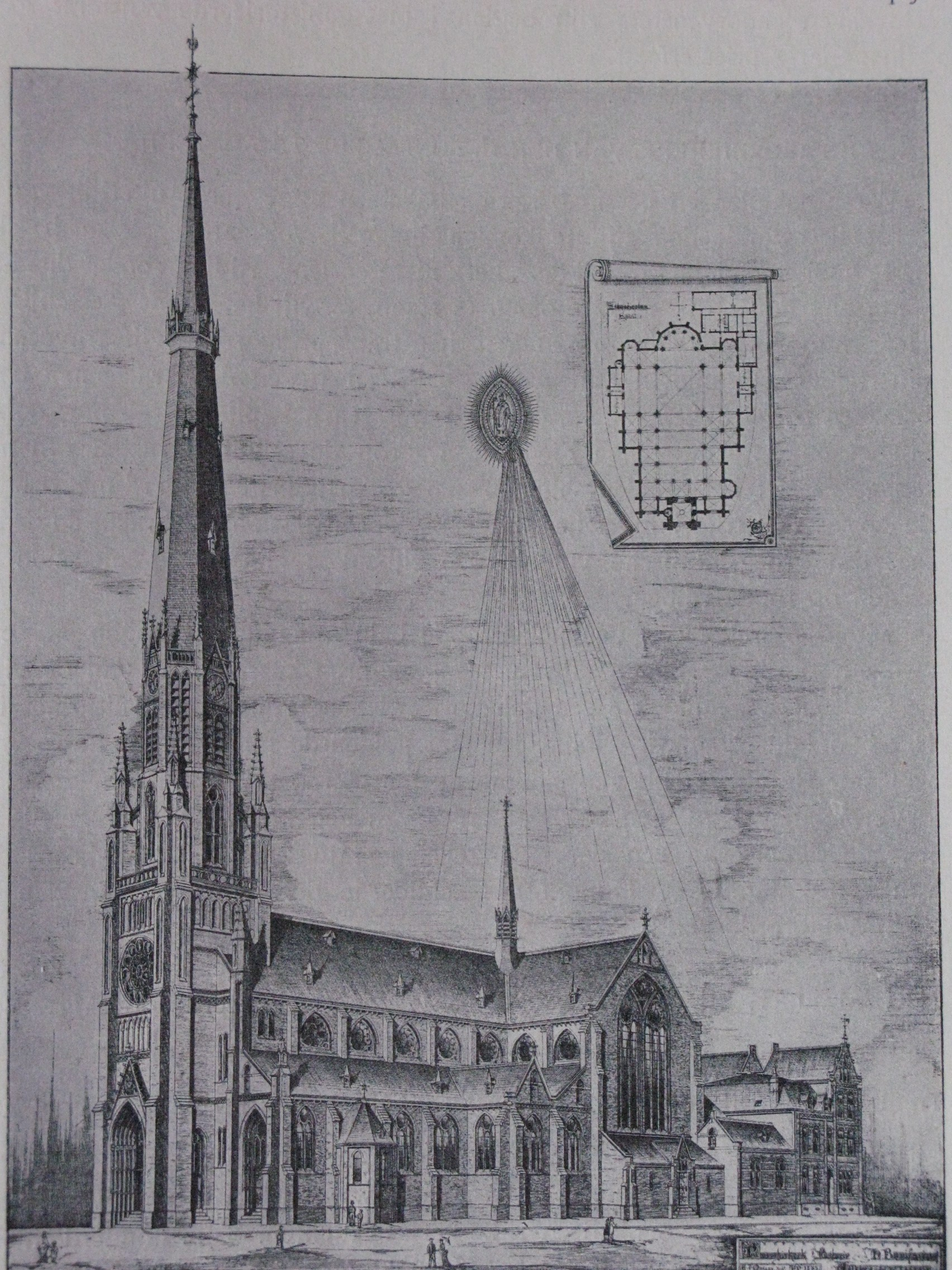
Ontwerptekening Sint-Bonifatiuskerk

De Sint-Bonifatiusparochie werd opgericht op 20 januari 1882. Op de hoek van de Wijttenbachstraat en Linnaeusstraat werd een noodkerk gebouwd naar ontwerp van architect A.C. Bleijs. Deze kerk was vermoedelijk te laag gebouwd, waardoor bij regenachtig weer het gebouw blank te staan kwam. Pastoor van Hooff wilde voor de bouw van de grote kerk weer A.C. Bleijs als architect. Het kerkbestuur was hier evenwel op tegen. Ten eerste was men bang dat de buurt te eentonig zou worden, omdat Bleijs ook al de opdrachten voor het Onze-Lieve-Vrouwe-Gasthuis en de Elisabeth Otter-Knoll Stichting had gekregen. Verder bestond er onvrede over de noodkerk en het feit dat deze te laag lag.
Uiteindelijk werd E.J. Margry (een leerling van P.J.H. Cuypers) uitverkoren om de nieuwe grote kerk te bouwen. Tussen 1884 en 1886 werd de kerk in neogotische stijl gebouwd voor een bedrag van F 151.405,-. Het nieuwe driebeukige gebouw met 1.850 plaatsen werd op 23 augustus 1886 ingewijd door mgr. P.M. Snickers, de bisschop van Haarlem.
In het interieur verzorgde A.C. Bleijs het Maria-altaar, alsmede de communiebank. In 1902 werd het Maarschalkerweerd-orgel in gebruik genomen.
De toren van de kerk werd pas in 1925 aanbesteed, maar werd toen lager gebouwd (65 meter) dan het oorspronkelijke ontwerp van 90 meter.

## Verhuizing naar de nieuwe kerkzaal en sloop
Wegens teruglopende aantallen kerkgangers werd de grote kerk ("De Grote Bon") in 1982 verlaten. Men ging voortaan gebruikmaken van een de pastorie gemaakte kerkzaal ("De Kleine Bon"). Hier wordt op heden gebruik van gemaakt door de ABG-parochie (Anna, Bonifatius en Gerardus Majella).
De grote kerk werd in 1984 gesloopt. Op de plaats van de oude kerk staat nu een verzorgingshuis. Op het dak van dit gebouw staat een vakwerkmast, met in de top de wijzerplaten van de oude kerk.